# KS Burreli
Klubi Sportiv Burreli is een Albanese voetbalclub uit Burrel.
Apolonia ·
Besa · 
Burreli ·
Erzeni ·
Flamurtari · 
Kastrioti ·
Korabi · 
Kukësi ·
Lushnja ·
Pogradeci ·
Valbona ·
Vora